# Dead Rising (serie)
Dead Rising (デッドライジング Deddo Raijingu?) es una serie de videojuegos de acción y aventura de mundo abierto creado por Keiji Inafune. Fue desarrollado originalmente por Capcom en 2006 hasta que Capcom Vancouver se hizo cargo del desarrollo de la franquicia y Microsoft Studios se hizo cargo de los derechos de publicación. Al 31 de diciembre de 2024, la serie de juegos había vendido 18 millones de copias en todo el mundo y actualmente es la sexta propiedad intelectual más exitosa de Capcom.

## Ambientación
Los juegos de la franquicia tienen lugar en ciudades ficticias, aunque se mencionan ciudades reales, el primer juego tiene lugar en un gran centro comercial en la ciudad de Willamette, Colorado. La precuela del segundo juego Case Zero tiene lugar en Still Creek, una pequeña ciudad cerca de Las Vegas, mientras que el juego principal tiene lugar en Fortune City, un centro comercial de casinos, el contenido descargable del epílogo Case West tiene lugar en una instalación de Phenotrans cercana. El tercer juego tiene lugar en Los Perdidos, California. Dead Rising 4 se lleva a cabo nuevamente en Willamette con un brote de zombis en el Willamette Memorial Megaplex, que se construyó para honrar a las víctimas del brote del primer juego.
La ambientación gira en torno a la mala conducta y el subterfugio del gobierno estadounidense; cuya postura principal en el juego los retrata como el principal antagonista de la serie, dados los extremos a los que llegan para enterrar su participación en la creación de los zombis. Phenotrans, una compañía farmacéutica multimillonaria que crea y distribuye Zombrex, un medicamento que, si se toma a diario, puede evitar que una persona infectada se convierta en un zombi, actúa y sirve como antagonista secundario en la historia. También existen organizaciones como C.U.R.E. (Citizens for Undead Rights and Equality, en español traducido; Ciudadanos por los Derechos y la Igualdad de los No Muertos), que lucha por las libertades civiles de los zombis, y ZDC (Zombie Defense and Control, en español traducido; Defensa y Control de los Zombis), que representa una fuerza policial antizombis para prevenir brotes.

### Protagonistas
- Frank West

Interpretado por Terence J. Rotolo (Dead Rising, Dead Rising 2: Case West, Dead Rising 2: Off the Record, Ultimate Marvel vs. Capcom 3), Victor Nosslo (Dead Rising 4), Peter von Gomm (Tatsunoko vs. Capcom: Ultimate All-Stars), Rikiya Koyama (Ultimate Marvel vs. Capcom 3, Project X Zone) e interpretado por Rob Riggle (Dead Rising: Watchtower).
Frank West es el protagonista de Dead Rising, Dead Rising 2: Off the Record y Dead Rising 4, y también aparece en el contenido descargable de Dead Rising 2: Case West y la película Dead Rising: Watchtower. Frank West es un fotógrafo y reportero gráfico independiente que ha cubierto muchos eventos mundiales, guerras y otras grandes historias. Buscando la próxima gran primicia, se topa con algunos eventos extraños que suceden en la pequeña ciudad de Willamette, Colorado. Si bien no es la persona más pulida y profesional en su campo, es fuerte, genuinamente amable y decente, y siempre opera por instinto. Frank es capaz de manejarse a sí mismo en combate y ayudar a otros sobrevivientes a ponerse a salvo.
En sus apariciones no canónicas, Frank West es el protagonista principal de los remakes Dead Rising: Chop till you Drop (remake de Wii del Dead Rising original) y Dead Rising 2: Off the Record (remake del segundo juego), el móvil juego, y también ser un personaje jugable Dead Rising 3: Arcade Remix Hyper Edition EX Plus Alpha.
- Chuck Greene

Interpretado por Peter Flemming e interpretado por Victor Webster (Dead Rising: Endgame).
El protagonista de Dead Rising 2 y todos sus contenidos descargables, así como un personaje secundario en Dead Rising 3, y con un cameo en la película Dead Rising: Endgame. Chuck se presenta en Dead Rising 2 como un ex campeón de motocross y un mecánico extremadamente ingenioso, capaz de reparar y construir cualquier cosa que pueda imaginar. Chuck llega a Fortune City, Nevada, para participar en Terror Is Reality, un controvertido programa de juegos de entretenimiento deportivo en el que los concursantes matan zombis por premios en efectivo. Chuck quiere que el premio tenga dinero para comprar un costoso medicamento llamado Zombrex, que solo si se toma a diario es capaz de suprimir el proceso de zombificación de su hija Katey, quien fue mordida por su madre zombificada durante un brote anterior en Las Vegas.
En sus apariciones no canónicas, el jugador cooperativo de Dead Rising 2: Off the Record siempre controla a Chuck, dentro del mismo juego aparece un segundo Chuck como un psicópata que se volvió loco después de la muerte de su hija, Chuck también es jugable en el contenido descargable Dead Rising 3: Arcade Remix Hyper Edition EX Plus Alpha.
- Nick Ramos

Interpretado por Andrew Lawrence. El protagonista de Dead Rising 3. Nick es un huérfano convertido en mecánico que trabaja para Wrench O 'Rama en la ciudad de Los Perdidos. Si bien tiene excelentes habilidades mecánicas, Nick tiene dificultades para formular planes y actuar bajo presión. Muchos detalles de su vida siguen siendo un misterio, pero un rasgo físico distintivo es un tatuaje del número 12 en su cuello (esto luego se revela que él es uno de los sujetos de prueba de Carlito en el brote de Santa Cabeza, junto con su amigo Diego. Y su sangre contenía la cura para la infección zombi). A pesar de sus defectos, Nick es un joven amigable que tiene en alta estima a sus amigos, especialmente a su jefa Rhonda, quien es lo más cercano que conoce a una madre. Nick también está enamorado de una chica llamada Annie. El jugador cooperativo de Dead Rising 3 controla un personaje llamado Dick.
- Chase Carter

Chase Carter es el protagonista de las películas Dead Rising: Watchtower y Dead Rising: Endgame. El personaje también es periodista.

## Juegos
| Videojuego         | GameRankings    | Metacritic                          |
| ------------------ | --------------- | ----------------------------------- |
| Dead Rising        | Sin información | 85 (X360) 78 (PS4)                  |
| Dead Rising 2      | Sin información | 82 (PS4) 80 (PS3) 79 (X360) 78 (PC) |
| Dead Rising Mobile | Sin información | 46 (iOS)                            |
| Dead Rising 3      | Sin información | 78 (XONE) 70 (PC)                   |
| Dead Rising 4      | Sin información | 74 (PC) 72 (XONE) 71 (PS4)          |

### Serie principal
El juego muestra la barra de salud, el nivel, el número de zombis muertos, las barras de agotamiento que indican cuánto tiempo falta para que cada misión deje de estar disponible y el elemento actual (que se vuelve rojo cuando el arma está a punto de romperse). Los juegos funcionan dentro de un horario de 72 horas que ocurre en un tiempo dentro del juego, cada evento ocurre dentro de una hora específica. La historia ocurre dentro de una ciudad infectada por hordas de zombis y varios supervivientes hostiles, y cada juego posterior ha permitido que se muestren más zombis en la pantalla al mismo tiempo.
El sistema de combate cuerpo a cuerpo consiste en usar todo como arma, la mayoría de los elementos del juego se pueden usar, ya que algunas armas son muy efectivas, pero otras son cómicamente ineficientes, además las armas se rompen constantemente obligando al jugador a usar constantemente diferentes armas. Dead Rising 2 introdujo un sistema de "Armas combinadas", donde el jugador puede combinar ciertos elementos en armas más poderosas, algunas de las cuales son exageradas, como un sable de luz, hecho combinando una linterna con joyas. Dead Rising 3 mejoró la mecánica al introducir "vehículos combinados" que permiten a los jugadores combinar elementos con vehículos e incluso vehículos con otros vehículos para hacer vehículos más poderosos, por ejemplo, una motocicleta con una motosierra crea el "ciclo de corte", una motocicleta con dos motosierras en los lados.
Los jugadores pueden subir de nivel realizando los objetivos de la misión, que consisten en progresar en la historia principal, rescatar y llevar a los sobrevivientes a un lugar seguro guiándolos a la casa segura, y también luchando contra psicópatas que son civiles que se han vuelto criminalmente locos después del brote de zombis o lo aprovechan para sus propios fines. Subir de nivel aumenta la barra de salud, la velocidad al caminar, desbloquea combos cuerpo a cuerpo y revela combinaciones de armas. La personalización le permite al jugador usar ropa diferente, distribuida por todo el centro comercial, que varía desde un atuendo de fanático de los deportes hasta pijamas, vestidos, un traje de estríper masculino y un cosplay de Megaman.
Todos los juegos tienen múltiples finales, completar todas las misiones de la historia principal es la única forma de obtener el verdadero final. Desde el segundo juego, todos los juegos excepto Dead Rising 4 cuentan con un modo multijugador cooperativo en línea para dos jugadores en el modo historia, y el cuarto juego principal solo incluye un modo multijugador competitivo.

#### Dead Rising(2006)
El primer juego de la serie Dead Rising. El juego se centra en Frank West, un reportero gráfico que termina atrapado en un centro comercial en la ciudad ficticia de Willamette, Colorado, que está infestada de zombis. Los jugadores pueden usar todo como arma. La historia del juego funciona en un reloj de 72 horas, con otro capítulo posterior al juego de 24 horas en el universo. En total, hay seis finales, titulados F a A, siendo el final A el único que desbloquea el postjuego mencionado anteriormente; convirtiéndolo en el final canónico del juego.

#### Dead Rising 2(2010)
El segundo juego de la serie Dead Rising. Ambientado en la ciudad ficticia de casinos de Fortune City, Nevada, cinco años después de los eventos de Dead Rising, el juego sigue al ex campeón de motocross Chuck Greene tratando de limpiar su nombre después de ser incriminado por comenzar el brote en Fortune City, mientras que simultáneamente intenta mantener su hija infectada viva con "Zombrex", una droga que retrasa el proceso de zombificación. Vuelve el sistema de "72 horas". La principal mejora de la jugabilidad con respecto a su predecesor es el sistema de Armas Combo, que permite a Chuck combinar ciertos elementos mediante el uso de tablas de elaboración, además de la IA de los supervivientes también se mejoró. La historia principal se puede jugar en modo cooperativo en línea para 2 jugadores, con el segundo jugador controlando a un segundo Chuck. Los jugadores pueden ganar dinero jugando al modo multijugador en línea "Terror is Reality".
- Juegos descargables independientes: se lanzaron dos expansiones independientes descargables para el juego, para Xbox 360. Desde marzo de 2017, ambas son retrocompatibles con Xbox One, aunque a diferencia del juego principal, ninguna de las expansiones fue remasterizada.:[8] La primera Case Zero (2010 ): Lanzado un mes antes del juego principal, Dead Rising 2: Case Zero sirve como prólogo del juego principal. Ambientada unos años antes de Dead Rising 2, Chuck Greene está varado en un pequeño pueblo llamado Still Creek y tiene que luchar para salir con su hija Katey. Mientras que el segundo, Case West (2010): El contenido descargable sirve como epílogo para Dead Rising 2, Chuck con la ayuda de Frank West, vaya a una instalación de Phenotrans para obtener pruebas para limpiar el nombre de Chuck.

#### Dead Rising 3(2013)
El tercer juego de la serie Dead Rising. Ambientada diez años después de Dead Rising 2, la historia sigue a un joven mecánico llamado Nick Ramos y su intento de sobrevivir a un brote masivo de zombis en la ciudad ficticia de Los Perdidos, California. Vuelve el sistema de tiempo. Las armas combinadas se pueden fusionar en cualquier lugar, ya que se eliminaron las tablas de elaboración y el sistema de elaboración también se amplió con la introducción de "vehículos combinados". Si bien no hay un modo sandbox, como en "Off the Record", se pueden encontrar desafíos similares durante el modo Historia. Los supervivientes se actualizaron para poder usar "Armas combinadas". Al igual que en el juego anterior, la historia principal se puede jugar en el modo cooperativo en línea para 2 jugadores, donde el segundo jugador controla a un personaje llamado Dick.
- Contenido descargable: Hay 5 paquetes de contenido descargable, los primeros 4 se conocen como Untold Stories of Los Perdidos. Cada uno se enfoca en explorar el brote de zombis en Los Perdidos representado en la historia principal, a través del punto de vista de un sobreviviente diferente, a quien Nick conoció durante la historia principal. La primera, Operation Broken Eagle, es la historia de Adam Kane, un psicópata que es un Comandante de las Fuerzas Especiales en una misión para capturar al presidente (a quien Nick mata en la historia principal). El segundo Fallen Angel, es la historia de Ángel Quijano, un sobreviviente infectado ilegalmente. Aparece en la historia principal como parte del grupo de supervivientes de Annie. El tercer Chaos Rising, cuenta la historia de Hunter Thibodeaux, un motociclista que busca vengarse de las personas que lo encarcelaron. Es un psicópata, a quien Nick mata usando un cóctel molotov en la historia principal. Y el cuarto The Last Agent, es la historia de Brad Park, un agente de ZDC que busca la verdad sobre el brote. Brad también aparece en las misiones secundarias jugadas a través de la aplicación complementaria Smart Glass y regresa como personaje secundario en Dead Rising 4. La quinta expansión es la Super Ultra Dead Rising 3 ′ Arcade Remix Hyper Edition EX Plus Alpha no canónica. Se centra en la acción beat 'em up con modo cooperativo para cuatro jugadores, en el que los jugadores pueden controlar a Frank West, Chuck Greene, Katey "Annie" Greene y Nick Ramos, también cuenta con trajes exclusivos que sirven como homenaje a otras franquicias de Capcom.[9]

#### Dead Rising 4(2016)
El cuarto juego de la serie Dead Rising. Ambientado un año después de Dead Rising 3, el juego presenta a un Frank West mayor, que regresa a Willamette, Colorado durante la temporada navideña, donde el recién construido "Willamette Memorial Megaplex" ha caído bajo otro brote de zombis. Vuelven las "Armas combinadas" y los "Vehículos combinados", y también se ha mejorado la mecánica de la cámara de "Dead Rising 2: Off the Record". El juego presenta un exo-traje. A diferencia de los juegos anteriores, el sistema de temporizador de 72 horas se ha eliminado para fomentar la exploración. La historia principal no es compatible con el modo multijugador cooperativo en línea, por lo que es una experiencia para un solo jugador como en el juego original. Para abordar las quejas de los jugadores de que el juego es demasiado fácil, un mes después de su lanzamiento, Capcom lanzó una actualización que agregó las muy solicitadas dificultades Difícil y Ultra Difícil, en las que los elementos se rompen más fácilmente y la comida restaura menos salud, lo que acerca la dificultad. a la de los juegos anteriores, cinco nuevos trajes temáticos de Street Fighter también se incluyeron en la actualización. El 5 de diciembre se lanzó una nueva actualización, mejorando el juego con un nuevo modo de juego llamado Capcom Heroes, el nuevo modo le permite a Frank ponerse 17 nuevos atuendos basados en las franquicias de videojuegos de Capcom, cada uno con su propio conjunto de movimientos.
Hay un juego cooperativo para cuatro jugadores, pero no cuenta con Frank West, ya que cuenta con cuatro personajes de la historia principal y el modo cooperativo está separado de la historia. El modo cooperativo hace que el jugador complete varias tareas en el Willamette Memorial Megaplex, mientras trabaja en equipo, y gane puntajes al realizar varias tareas (por ejemplo, matar zombis, plantar bombas, etc.). El jugador debe sobrevivir hasta las 9 p. m. de esa noche y regresar a la habitación segura.
- Contenido descargable: se confirmaron tres complementos dentro del pase de temporada del juego: el Stocking Stuffer Holiday Pack solo agregó armas temáticas navideñas, mientras que el multijugador Super Ultra Dead Rising 4 Mini Golf agregó un modo multijugador de minigolf. Lanzado en abril de 2017, el tercer y único DLC de historia titulado Frank Rising, continuó la historia después del final del juego principal, retomando justo después de su final, con un Frank West infectado, tratando de prevenir su propia zombificación y ayudando a los sobrevivientes. Se rumorea que el juego implica el regreso de la mecánica del temporizador y tiene una dificultad mayor que la del juego principal.

### Remakes

#### Dead Rising: Chop Till You Drop(2009)
Una reinvención del Dead Rising original para Wii. Esta versión fue construida con el mismo motor que se utilizó para Resident Evil 4 Wii Edition. Aunque todavía está ambientado en un centro comercial y es capaz de salvar a los supervivientes, hay un mayor énfasis en las armas de fuego y el juego está estructurado en torno a misiones cronometradas individuales en lugar de un recorrido libre. Varios elementos se adaptaron al hardware más débil de Wii o las limitaciones de los diferentes motores. Estos incluyeron mapas más pequeños, recuentos de enemigos reducidos y la eliminación del sistema de fotos, pero se agregaron nuevos tipos de enemigos.

#### Dead Rising 2: Off the Record(2011)
Un remake no canónico de Dead Rising 2, que reemplaza al protagonista Chuck Greene, con Frank West (el protagonista del juego original), y también presenta algunas ligeras alteraciones en la trama. Fortune City permanece prácticamente igual, pero ahora agrega un nuevo lugar, un pequeño parque temático alienígena llamado "Zona de Urano". El sistema de "72 horas" regresa, pero el juego también agrega un "Modo Sandbox", donde Frank puede explorar Fortune City sin límite de tiempo, y también completar desafíos que requieren que los jugadores usen su creatividad y creen las armas necesarias para tener éxito. . Se agregaron más armas combinadas. La mecánica de la cámara de Dead Rising también regresó mejorada. Tanto la historia principal como el modo sandbox se pueden jugar en el modo cooperativo en línea para dos jugadores, con el segundo jugador controlando a Chuck.

### Reeditar compilaciones

#### Dead Rising Collection(2014)
Dead Rising Collection es una compilación para Xbox 360 que contiene los juegos de la franquicia Dead Rising lanzados para Xbox 360: Dead Rising, Dead Rising 2 y su contenido descargable Case Zero y Case West, y Dead Rising 2: Off the Record. Fue lanzado el 7 de marzo de 2014 en Europa.

#### Dead Rising Triple Pack(2016)
Triple Pack es un paquete recopilatorio que incluye Dead Rising, Dead Rising 2 y Dead Rising 2: Off the Record originales. Fue lanzado para PlayStation 4 y Xbox One el 13 de septiembre de 2016. Las copias físicas de los dos primeros juegos se lanzaron el 13 de septiembre de 2016 y el 27 de septiembre de 2016 (solo en Norteamérica) respectivamente. Los propios puertos fueron elogiados; pero la colección fue criticada por no incluir las expansiones Case Zero y Case West de Dead Rising 2. Cada juego incluye todos sus disfraces DLC.

### Juego móvil

#### Dead Rising Mobile(2010)
Un spin-off fue lanzado en iOS el 9 de diciembre de 2010. Recibió críticas negativas.

## Películas

### Zombrex: Dead Rising Sun
En 2010, se estrenó una película japonesa basada en el universo Dead Rising titulada Zombrex: Dead Rising Sun dirigida por Keiji Inafune. La película contó con un nuevo elenco de personajes ambientados en el mismo mundo que Dead Rising.

### Dead Rising: Atalaya(2015)
Legendary Digital Media lanzó una película digital titulada Dead Rising: Watchtower dirigida por Zach Lipovsky. Crackle tenía los derechos iniciales de la película en EE. UU. Y, aunque fue distribuida internacionalmente por Content Media Corp.
La fotografía principal comenzó en Vancouver el 30 de septiembre de 2014 con Jesse Metcalfe, Dennis Haysbert, Virginia Madsen y Meghan Ory uniéndose al elenco. El 20 de octubre de 2014, Rob Riggle fue anunciado como Frank West, junto con Harley Morenstein como Pryo, Aleks Paunovic como Logan, Keegan Connor Tracy como Jordan y Carrie Genzel como Susan. La película tiene lugar entre Dead Rising 2 y Dead Rising 3.

### Dead Rising: Endgame(2016)
La secuela, Dead Rising: Endgame se estrenó en Crackle en 2016 con Metcalfe, Haysbert y Tracy regresando para sus papeles de la película anterior, con Victor Webster como el héroe de Dead Rising 2 Chuck Greene y Billy Zane, Marie Avgeropoulos, Ian Tracey, Jessica Harmon, Camille Sullivan como nuevos personajes. La película tiene lugar entre Dead Rising: Watchtower y Dead Rising 3.

### Futuro
Jesse Metcalfe le dijo a Digital Spy que dependiendo del éxito de la segunda película, Crackle está debatiendo entre continuar la franquicia con una tercera película, o desarrollar una serie Crackle Original en acción en tiempo real, al estilo de 24, y con drama de zombis como The Walking Dead.

## En otros juegos
Frank West es un personaje jugable en los juegos de lucha Tatsunoko vs. Capcom: Ultimate All-Stars y Ultimate Marvel vs. Capcom 3, con sus movimientos especiales que giran en torno al uso de zombis y las armas improvisadas de Dead Rising. Tiene un diálogo especial con Nova, Hulk y Spider-Man, con el último de los cuales intenta competir como fotógrafo rival. Frank también aparece como uno de los personajes a disposición del jugador en el juego de rol táctico Project X Zone, donde está emparejado con Hsien-Ko de la serie Darkstalkers. Frank West también aparece como un personaje multijugador en Lost Planet: Extreme Condition de Capcom, y en la secuela, Lost Planet 2. Nuevamente Frank West es jugable en el juego Marvel vs. Capcom: Infinite.
En el contenido adicional de Valve "The Passing" para Left 4 Dead 2, aparece un mensaje de Frank dirigido a Otis entre otros mensajes de la cultura pop pintados en la pared de un bar.